# 服部健太
服部 健太（はっとり けんた、1988年8月28日 - ）は、日本のプロレスラー。2021年までシアタープロレス東京花鳥風月所属。

## 来歴

### 新潟プロレス
新潟県央工業高校、山梨学院大学と学生時代をレスリング部で過ごし、地元新潟の阿部精麦へ入社。高校、社会人時代にはフリースタイルで全国大会に出場。総合格闘家・太田駿平は大学レスリング部時代の同期である。
その後、プロレスラーを目指し、シマ重野が率いる新潟プロレスに入団。プレデビュー戦を経て2012年11月25日、新潟県新発田市コモプラザでのコシ☆ヒカ〜ル戦でプロデビュー。2013年3月3日、同コモプラザでプロ第2戦となるコシ☆ヒカ〜ル・ゾフィー戦を行った。
2013年8月28日、より多くの試合経験を積むため、新潟プロレスの退団。および都内団体への移籍を発表。2013年11月、東京都北区を本拠地とするシアタープロレス花鳥風月へ入団が発表された。

### シアタープロレス東京花鳥風月
2013年11月24日、「シアタープロレス花鳥風月vol.15」におけるジ・ウィンガー戦にて移籍後初試合。本間朋晃の新日本プロレス出場により選手手薄となっていた花鳥風月にとって貴重な戦力として期待され、プロレスリングFREEDOMSやハードヒットなど外部団体にも出場。バックボーンであるレスリング技術から、非生え抜きながらもエースとして扱われる。
2014年9月15日、新潟県三条市・栄体育館で旗揚げされたシアタープロレスサド花鳥風月大会で故郷凱旋。
2015年2月15日大会より、これまで組んでいた三尾祥久とアイドルタッグチーム「ハットトリック」を結成。また、本間朋晃に代わり、花鳥風月のヘッドコーチに就任した。
2015年3月19日安生洋二引退興行「〜Y.A is Dead〜」にも抜擢を果たした。その後、8月23日に田中稔とのタッグでWRESTLE-1に初出場。
ハードヒット THE NEXT CONTENDERS 1DAY TOURNAMENTでは2014年、2015年と連続準優勝。また2015年9月7日、千葉・ブルーフィールド大会、11月7日、横浜ラジアントホール大会と洞口義浩を相手に連勝（9月は本田アユム欠場により洞口が代打したもの）。
2016年1月17日、王子神谷・シアター・バビロンの流れのほとりにてにて行われた花鳥風月若手ONE DAYトーナメントにて、1回戦で住吉久仁夫、準決勝で江利川祐を下すも、決勝でタッグパートナー・三尾祥久と当り、ジャーマンスープレックス・ホールドで敗退した。
2016年2月14日、東京・東京タワースタジオにて行われた元光GENJI・山本淳一デビュー戦では三尾祥久とともにタッグパートナーを務めた。
6月10日、大仁田厚プロレスリングの三川町町民体育館大会で吉野達彦、寧々∞D.a.i戦(パートナーはレインボー・カワムラ)。6月11日、同、酒田市体育館大会ではダイスケ戦が実現。
7月3日の覆面マニア・新木場大会で、ディスポジシオン・デ・ティグレ・スティングレイの持つ覆面MANIAスーパーライト級選手権に挑戦。自身初のタイトル戦となる。
2016年10月2日、「ハードヒット〜Best of super grapplers」にてニコプロ杯 THE NEXT CONTENDERS1DAY TOURNAMENTに3年連続となる出場したが、U-FILE CAMPの小林裕に敗れ準決敗退。悲願の優勝はまたもならなかった。
11月12日、ガンバレ☆プロレス初出場。アメリカン・バルーン＆帯広さやか組と対戦（パートナーは清水愛）。
2017年7月23日、新潟市産業振興センターで新井健一郎とタッグを組み風流人タッグ王者・勝村周一朗＆唐澤志陽組に勝利。第2代王者となる。
9月24日、ニコプロpresentsハードヒット「Grappling Unlimited」において第4回THE NEXT CONTENDERS tournament優勝。優勝特典として12月30日、「YES, WE ARE HARD HIT!!」でのロッキー川村戦がマッチアップされた。
2018年10月28日のハードヒットのタッグマッチ戦で飯塚優のロシアンリバースプラッタに敗北。11月24日、灼熱王☆2018トーナメントに出場し1回戦で再び飯塚優と対戦。ニール閃からの片エビ固めで5分39秒で敗北しリベンジに失敗。
2021年8月15日付けでの花鳥風月退団を発表。

## 政治活動
2015年4月19日告示（4月26日投票）の統一地方選挙、北区議会議員選挙に無所属で出馬し1,127票獲得も落選。
2019年4月14日告示（4月21日開票）の統一地方選挙、北区議会議員選挙に無所属で出馬。前回を下回る872票で落選。

## 人物
- 小さな体ながら、俊敏な動きを見せる。得意技はバックボーンを活かしたスープレックス。
- 大阪を拠点とする「大衆プロレス・松山座」に出場する際は、白塗りの忍者「はっとりけんた」として出場。なお座長の松山勘十郎とは同郷である。
- サウスポーである。
- 高校時代は原喜彦に師事。大学レスリング部の先輩に元全日本プロレスのブルート一生がいる。
- 2015年からは「たこ課長」歌舞伎町店店長の顔も持つ[39]。
- 新日本時代の武藤敬司を見てプロレスファンになり、ケンドー・カシンのアマレスのバックボーンを知り、レスリングを始めた[40]。

## 得意技
ジャーマンスープレックス・ホールド
2015年以降の必殺技。フライング・ボディプレスを成功させてからの連携が多い。
ノーザンライト・スープレックス
ブルーサンダー
ドロップキック
 忍法孔雀
変形卍固めともいえるオリジナルジャベ。
フライング・クロス・チョップ
フライング・ボディプレス

## 入場テーマ曲
- 「忍者ハットリくん kachofuGetsu RIMIX」
- 「STAR LIGHT」（光GENJI）- ハットトリックとして
- 「Centaurus」（VERONICA VERONICO）- 無我伝承出場時

## タイトル歴
- 第1回ハードヒット THE NEXT CONTENDERS 1DAY TOURNAMENT準優勝[41]
- 第2回ハードヒット THE NEXT CONTENDERS 1DAY TOURNAMENT準優勝
- 2016年花鳥風月若手ONE DAYトーナメント準優勝
- 第4回ハードヒット THE NEXT CONTENDERS 1DAY TOURNAMENT優勝
- 風流人タッグ王者（第2代、パートナーは新井健一郎）

## 出演

### テレビ
- これ、もう時効だよね？～今だから聞いちゃいますけど…（2016年5月23日、30日、テレビ東京)
- モヤモヤさまぁ～ず２「王子周辺」（2018年3月4日、テレビ東京）[42]

### ウェブテレビ
- バトルトピック闘道館（2016年8月7日、ヤマダ動画LIVE） − ゲスト
- 花鳥風月ユーストリーム（2016年11月12日、Ustream）− ゲスト

### テレビドラマ
- 心霊呪殺 死返し編（2017年8月12日 - 、CSエンタメ〜テレ☆シネドラバラエティ）たこやき居酒屋の店員役

### CM
- DELL・Latitude13 7000シリーズ（2016年7月 − ）
  - 振動に強い編[43]
  - 衝撃・圧力に強い編[44]
  - 粉塵・湿気に強い編[45]
- アイデアポーター「忍者WARS」（シアタープロレス花鳥風月 忍者WARSトークイベント編）[46]（2016年8月 − ）
- 忍者WARS事務局「忍者WARS決戦予告」伊藤崇文選手編[47]（2016年9月）
  - 「忍者WARS決戦予告」ハットトリック＆オウンゴールのゆくえ編[48]
  - 「忍者WARS決戦予告」勝村選手登場編